# Euplectes orix
El obispo rojo (Euplectes orix)  es una especie de ave paseriforme de la familia de los tejedores (Ploceidae). Es común en los humedales y pastizales en África, al sur del Ecuador. Al norte del Ecuador, es sustituido por el obispo anaranjado (Euplectes franciscanus), que se consideraba anteriormente como una subespecie de esta especie.[cita requerida]. El Monseñor E. orix es un ave naturalizada en Venezuela desde los años 70. 